# Südwestiberische Netzwühle
Die Südwestiberische Netzwühle (Blanus mariae) ist eine von drei in Europa vorkommenden Arten der Doppelschleichen (Amphisbaenia) und lebt im Süden der Iberischen Halbinsel.

## Merkmale
Kopf-Rumpf-Länge von 8,5–25,3 cm, im Mittel 17,5 cm. Der Habitus erinnert an einen dicken Regenwurm. Der Kopf ist oberseits durch eine Querreihe kleinerer Schuppen vom Körper abgesetzt. Die zurückgebildeten Augen schimmern unter der Haut durch. Der Körper ist mit rechteckig bis quadratisch aussehenden, meist größeren Schuppen bedeckt, die ringförmig den Körper umgeben. Die hellen Schuppenränder und ebenso hellen Zwischenräume verleihen den Tieren ein netzartiges Aussehen. Die Färbung der Schuppen variiert von fleischfarben, blass rosa über bräunlich-violett bis zu kastanienbraun.

## Verbreitung
Die Südwestiberische Netzwühle bewohnt den südwestlichen Teil der Iberischen Halbinsel, nämlich das südliche Portugal (hier die Regionen Algarve und Baixo Alentejo) und den südwestlichen Teil Spaniens (vor allem die Provinzen Huelva, Sevilla und Cádiz). Nach Norden und Osten sind die genauen Arealgrenzen noch nicht bekannt.

## Lebensraum
Die Südwestiberische Netzwühle besiedelt eine Vielzahl von Lebensräumen auf unterschiedlichstem geologischem Untergrund, wobei eine gewisse Grabfähigkeit erforderlich ist. Vegetationsarme größere Sandflächen, z. B. Dünenlandschaften, scheint die Art aber zu meiden. Gelände mit hartem Kalk- oder Granitgrund wird dann besiedelt, wenn der Boden mit zahlreichen Steinen bedeckt ist, unter denen sich die Tiere aufhalten können. Auch ist eine gewisse Vegetationsbedeckung, wie mediterranes Busch- und Grasland erforderlich.

## Lebensweise
Die Lebensweise ähnelt der der Maurischen Netzwühle (Blanus cinereus). Ob es hier Unterschiede zu dieser Art gibt muss noch geklärt werden.

## Taxonomie
Bis vor Kurzem wurde die Art noch zur Maurischen Netzwühle gezählt.